# Джеферсън (окръг, Оклахома)
Вижте пояснителната страница за други населени места с името Джеферсън.
Окръг Джеферсън (на английски: Jefferson County) е окръг в щата Оклахома, Съединени американски щати. Площта му е 2005 km², а населението – 6818 души (2000). Административен център е град Уорика.